# John Scott Burdon-Sanderson

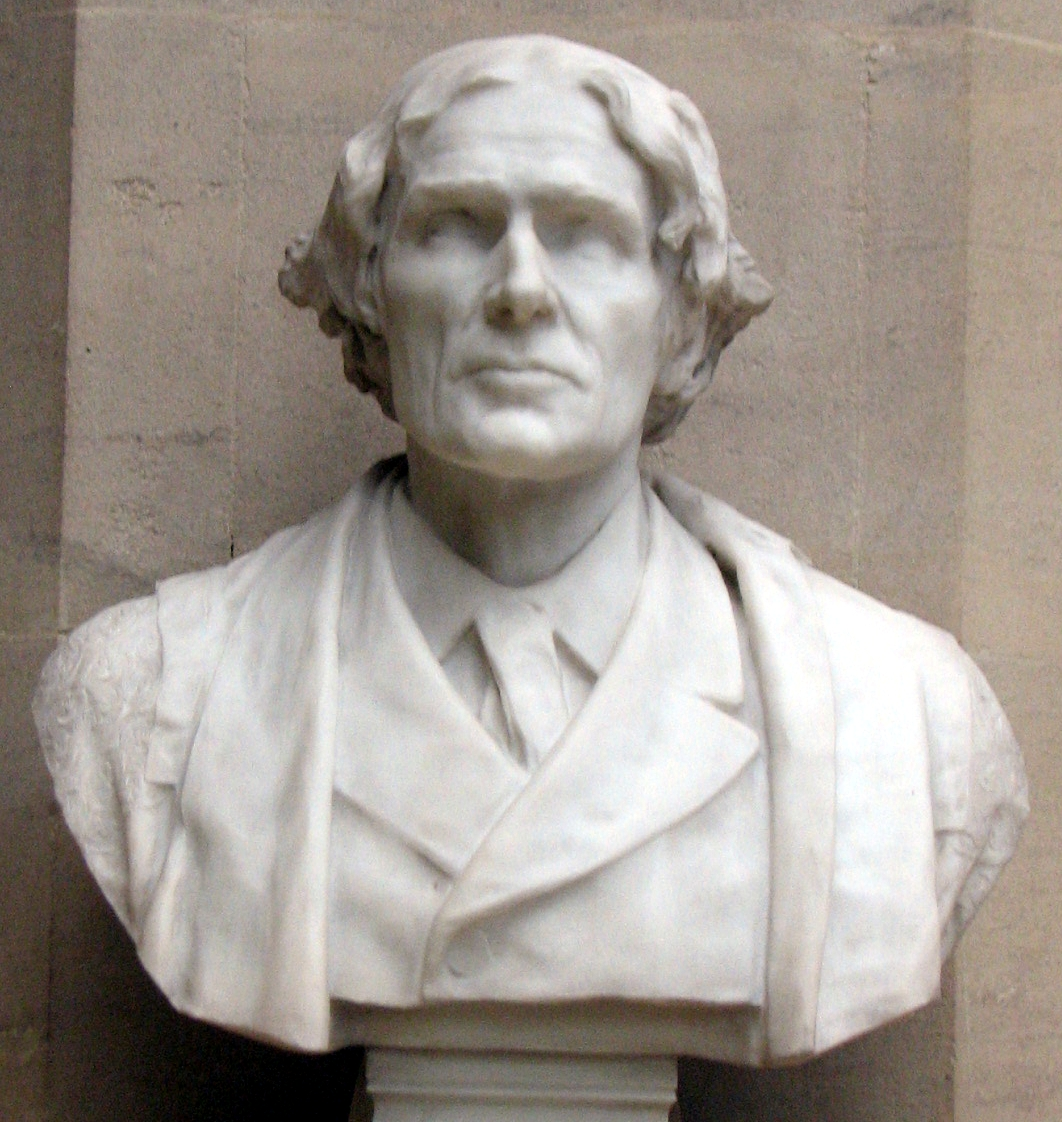
Busto de Burdon-Sanderson en el museo de la Universidad de Oxford

John Scott Burdon-Sanderson (Newcastle upon Tyne, 21 de diciembre de 1828 - Oxford, 23 de noviembre de 1905) fue un fisiólogo inglés, conocido por ser uno de los precursores del descubrimiento de la penicilina. Estudió en la Universidad de Edinburgh y de París, y una vez establecido en Londres fue Oficial Médico de la Salud (Medical Officer of Health) de Paddington en 1856, y cuatro años después médico de Middlesex y del Hospital Real de Brompton.

## Biografía
Después de que en 1858 fura enviado a investigar diversos brotes de difteria y más tarde de cólera, en 1871 informó de que el Penicillium inhibía el crecimiento de bacterias, y por eso se le considera uno de los precursores del descubrimiento de la penicilina realizado por Alexander Fleming. En 1874 fue nombrado profesor de fisiología en la University College London, y en 1882 la Royal Society le premió con una Royal Medal en reconocimiento de sus investigaciones sobre los fenómenos eléctricos que muestran ciertas plantas y de la relación de los microorganismos con las enfermedades, y por su labor realizada en el campo de la fisiología y la patología. A lo largo de toda su carrera tuvo en contra a los antiviviseccionistas, incluyendo a E. A. Freeman, John Ruskin y el Obispo Mackarness de Oxford.
En 1899 se le concedió el título nobiliario de Baronet.